# ウィリアム・アレクサンダー・リチャードソン
ウィリアム・アレクサンダー・リチャードソン（William Alexander Richardson, 1811年1月16日 - 1875年12月27日）は、アメリカ合衆国の政治家。アメリカ合衆国上院議員、アメリカ合衆国下院議員、ネブラスカ準州知事を務めた。

## 生涯
リチャードソンは1811年にケンタッキー州レキシントン近郊で誕生した。リチャードソンはトランシルバニア大学で学んだ後、教師として教壇に立つ傍ら、法学を学んだ。リチャードソンは1831年にイリノイ州から弁護士の認可を受け、同州シェルビービルで弁護士業を開業した。
リチャードソンは1834年から1835年まで州弁護士を務め、その後1836年から1838年までイリノイ州下院議員を務め、1838年から1842年までイリノイ州上院議員を務めた。1844年から1846年までは再びイリノイ州下院議員を務め、1844年には下院議長を務めた。リチャードソンは1844年の大統領選挙において選挙人を務め、民主党のジェームズ・ポークを支持した。
リチャードソンは米墨戦争に合衆国軍の大尉として参加し、後に少佐に昇格した。終戦後、リチャードソンはイリノイ州クインシーへ移り、1847年にステファン・ダグラスの辞職により空席となったアメリカ合衆国下院の議席を獲得した。その後ステファンは1856年まで下院議員を務め、第32回と第33回の議会では領土委員会の議場を務めた。
リチャードソンは1856年8月に下院議員を辞職し、イリノイ州知事に立候補した。しかしながらイリノイ州知事選挙に敗戦すると、間もなくネブラスカ準州知事に立候補した。そしてネブラスカ準州知事に選出されると、リチャードソンは1858年1月から同年12月まで、同職を務めた。
1860年、リチャードソンは民主党全国大会の代表となった。そして翌1861年にアメリカ合衆国下院議員に選出され、再び連邦議会に戻った。同年、ステファン・ダグラスの死去により上院の議席が空席になると、リチャードソンが補欠として選出された。リチャードソンはその後も上院議員を務めることを試みたが、再選に失敗した。その後、リチャードソンは新聞事業に従事し、余生を送った。
1875年、リチャードソンはイリノイ州クインシーで死去した。リチャードソンの遺体はウッドランド墓地に埋葬された。
ネブラスカ州リチャードソン郡は、リチャードソンにちなんで名づけられた。